# راژیتسه
راژیتسه (به چکی: Ražice) یک منطقهٔ مسکونی در جمهوری چک است که در ناحیه پیسک واقع شده‌است. راژیتسه ۱۰٫۷۱ کیلومتر مربع مساحت و ۴۱۲ نفر جمعیت دارد و ۳۸۶ متر بالاتر از سطح دریا واقع شده‌است.